# نخر (فطر)
النخر أو الرُّهبون (الاسم العلمي:Tilletia) هو جنس من الفطريات يتبع الفصيلة النخرية من رتبة النخريات.

## أنواع فطر النخر
- نخر الغفة
- نخر أحمدي
- نخر أسترالي
- نخر باتاغوني
- نخر شاحب
- نخر ترانسفالي
- نخر تكساني
- نخر دورانغوي
- نخر سلزماني
- نخر سورغمي
- نخر شعيري
- نخر شوفاني
- نخر شويكي
- نخر شاذ
- نخر قبئي
- نخر قطبي شمالي
- نخر كبيبي
- نخر كروي الثمار
- نخر كيني
- نخر متباعد
- نخر متصعد
- نخر متوسط
- نخر محب للصحراء
- نخر مختلط
- نخر مكسيكي
- نخر منييري
- نخر نطاقي
- نخر هندي
- نخر والكري
- نخر ياباني